# 2594 Acamas
A 2594 Acamas (ideiglenes jelöléssel 1978 TB) egy kisbolygó a Naprendszerben. Charles T. Kowal fedezte fel 1978. október 4-én. A Jupiter pályáján keringő Trójai csoport tagja.